# Сицилійська вечірня (опера)
«Сицилійська вечірня» (фр. Les vêpres siciliennes, італ. I vespri siciliani) — грандіозна опера на п'ять дій італійського композитора романтика Джузеппе Верді на французьке лібрето Ежена Скріба і Шарля Дювер'є (фр. Charles Duveyrier) за їх твором «Герцог Альба» (Le duc d'Albe), який був написаний у 1838 році. Історія базується на історичній події — Сицилійській вечірні — повстанні сицилійців проти французів 1282 року.
Опера «Сицилійська вечірня» була створена Верді після трьох його великих шедеврів — опер «Ріголетто», «Трубадур» і «Травіата» (1850—1853), і вперше виконувалася у Паризькій опері 13 червня 1855 році. У Парижі мала відбутися Всесвітня виставка і Верді мав написати оперу до її відкриття. На прем'єру прибули багато впливових людей з П'ємонту і Ломбардії. Сьогодні опера більше відома в її пізнішій італійській версії (1861 року) — «I vespri siciliani».

## Дійові особи
- Герцогиня Олена (La Duchesse Hélène), сестра Фредеріка Австрійського (сопрано)
- Арріґо (Arrigo, Henri), молодий сицилієць (тенор)
- Гі де Монфор (Guy de Montfort), губернатор Сицилії (баритон)
- Джовàнні да Прòчіда (Jean Procida), сицилійський лікар (бас)
- Бетюн (Le Sire de Béthune), французький офіцер (бас)
- Граф де Водемон (Le Comte de Vaudemont), французький офіцер (бас)
- Нінетта (Ninette), покоївка Олени (сопрано)
- Даніелі (Daniéli), слуга Олени (тенор)
- Тібò (Thibault), французький солдат (тенор)
- Робèр (Robert), французький солдат (бас)
- Манфредо (Mainfroid), сицилієць (тенор)
- Солдати, народ (хор)

## Сюжет опери

### Дія I
Французькі солдати-окупанти святкують на одній з площ Палермо. З'являється Герцогиня Олена, вона в жалобі, сьогодні річниця смерті її брата. Він був засуджений губернатором Сицилії Монфором. Французький солдат Робер вимагає співати для переможців. Олена погоджується і її спів викликає ненависть сицилійців до французів (In alto mare, battuto dai venti ). Губернатор Монфор втручається і всіх заспокоює. З'являється Арріґо, якого щойно помилували. Не зважаючи на присутність Монфора, він насміхається з нього, щоб його образити. Монфор просить всіх піти і залишається тільки з необережним молодиком. Він питає як його ім'я, але Арріґо не відповідає. Потім Губернатор намагається його підкупити пропонуючи чин в його армії і одержує нову відмову. Губернатор забороняє тоді Арріґо розмовляти з герцогинею: однак, той знову не боїться заборони.

### Дія II
У долині поблизу Палермо, з'являється Прòчіда, вождь сицилійців (O tu Palermo, terra adorata). Він зустрічається з Арріґо та Оленою. Коли Прочіда відходить, Арріґо освідчується герцогині у своєму коханні, яка приймає освідчення з умовою, щоб він помстився за її брата. З'являється Бетюн. На Арріґо ждуть у палаці Монфора, але він відмовляється йти. Ця відмова спричинює його арешт і сицилійці присягаються помститися за нього. Крім того, викрадання жінок французькими солдатами ще більше підсилює ненависть сицилійців.

### Дія III
Монфор, у своєму кабінеті, перечитує лист дружини, яка колись його покинула і забрала їх сина (In braccio alle dovizie). Приводять Арріґо і він довідується, що його батьком є Монфор. Він не погоджується признати його батьком. Вечір, у палаці губернатора бал-маскарад. Серед присутніх, Арріґо впізнає Прочіду і Олену, які прийшли його звільнити і убити Монфора. Арріґо перешкоджає друзям це зробити в момент, коли Олена витягає свій кинджал. Змовників затримують.

### Дія IV
Прочіду і Олену перевозять до фортеці. Арріґо приходить до них, щоб спробувати виправдатися. Він відкриває Герцогині справжню причину свого вчинку. Герцогиня пробачає Арріґо і зізнається йому в коханні (Arrigo! ah parli a un core). Прочіда теж пробачає Арріґо. Прибуває Монфор, сицилійців повинні вести на страту. Арріґо просить помилувати друзів. Однак Монфор шантажує Арріґо: або він публічно визнає його батьком, або його друзі будуть страчені. Юнак поступається і Монфор повідомляє про весілля Арріґо з герцогинею.

### Дія V
У садах палацу, готується весільне свято (Mercé, dilette amiche, bolero). Прочіда знаходить Олену і повідомляє, що, як тільки задзвонять дзвони, почнеться повстання. Олена у відчаї, адже це означає смерть для Арріґо. Вона відмовляється від весілля. Однак Монфор не слухає Олену і подає знак почати церемонію. Дзвонять дзвони, до саду вдираються сицилійці і вбивають Монфора та інших французів.

## Музика

### Головні арії опери
- Дія 1. Au sein des mers (фр.) / In alto mare, battuto dai venti (іт.) (Герцогиня Олена)
- Дія 2. Et toi, Palerme / O tu Palermo, terra adorata (Джовàнні да Прòчіда)
- Дія 3. Au sein de la puissance / In braccio alle dovizie (Гі де Монфор)
- Дія 3. Quand ma bonté toujours nouvelle / Quando al mio sen (дует Монфора і Арріґо)
- Дія 4. C'est Guy de Montfort! / Di Monforte il cenno (Арріґо)
- Дія 4. O jour de peine et de souffrance! / Giorno di pianto, di fier dolore (Арріґо)
- Дія 4. Ami!… le cœur d 'Hélène / Arrigo! ah parli a un core (Герцогиня Олена)
- Дія 5. Merci, jeunes amies / Mercè, dilette amiche (Герцогиня Олена)